# Jemeni riál
A riál Jemen hivatalos pénzneme.

## Bankjegyek
2009. november 14-én bocsátották ki a 250 riálos bankjegyet.
2017 júniusában olyan információk kerültek napvilágra, miszerint az 500 riálos bankjegyet Oroszországban nyomtatják, és a Jemeni Központi Bank Ádenbe költözött. A Szanaa-ban működő konkurens bank viszont 5000 riálos bankjegyeket rendelt Oroszországból, melyeket azonban törzsi milíciák megszereztek.
| Kép      | Kép      | Névérték  | Méret       | Szín         | Leírás                     | Leírás            | Dátumok   | Dátumok            | Dátumok     |
| Előoldal | Hátoldal | Névérték  | Méret       | Szín         | Előoldal                   | Hátoldal          | nyomtatás | kibocsátás         | visszavonás |
| -------- | -------- | --------- | ----------- | ------------ | -------------------------- | ----------------- | --------- | ------------------ | ----------- |
|          |          | 50 riál   |             | olívazöld    | Ma'adkarib bronzszobor     | Sibam városa      |           |                    | forgalomban |
|          |          | 100 riál  |             | lila         | ádeni ókori romok          | Szanaa            |           |                    | forgalomban |
|          |          | 200 riál  | 150 x 69 mm | zöld         | alabástrom szobor          | Mukalla           |           |                    | forgalomban |
|          |          | 250 riál  |             | narancssárga | Al-Szaleh-mecset           | Mukalla           | 2009      | 2009. november 14. | forgalomban |
|          |          | 500 riál  |             | kék          | Kőpalota                   | Al-Mukhtar mecset | 2017      | 2017. december 1.  | forgalomban |
|          |          | 1000 riál |             | zöldessárga  | szultáni palota Szeijunban | Bab Al-Yaman kapu |           |                    | forgalomban |

### 2018-as sorozat
A polgárháború során új bankjegyet bocsátottak ki az ideiglenes fővárosban, Ádenban.
| Kép      | Kép      | Névérték | Méret       | Szín  | Leírás   | Leírás   | Dátumok   | Dátumok             | Dátumok     |
| Előoldal | Hátoldal | Névérték | Méret       | Szín  | Előoldal | Hátoldal | nyomtatás | kibocsátás          | visszavonás |
| -------- | -------- | -------- | ----------- | ----- | -------- | -------- | --------- | ------------------- | ----------- |
|          |          | 200 riál | 150 x 69 mm | olíva |          |          | 2018      | 2018. augusztus 15. | forgalomban |